# Giannina Braschi
Giannina Braschi (San Juan, 5 de fevereiro de 1953) é uma poetisa e romancista norte-americana, de origem italiana, nascida em Porto Rico.

## Biografia
Creditada como tendo criado o primeiro romance em Spanglish, YO-YO BOING! (1998) e autora da trilogia poética Empire of Dreams (Yale, 1994), o qual relata as experiências dos imigrantes latino-americanos nos Estados Unidos da América. "Por décadas, escritores dominicanos e porto-riquenhos têm desenvolvido uma revolução lingüística", observou The Boston Globe, e "Giannina Braschi, especialmente em seu último romance YO-YO BOING!, testemunha isso". Sua obra é uma "fusão sinergética que marca de modo decisivo as experiências vividas pelos hispânicos nos EUA".
Escrito originalmente em inglês, "United States of Banana" (2011) se tornou parte importante da literatura pós 11 de setembro nas universidades. Essa obra de gênero misto virou obra de teatro na Universidade Columbia, uma séria de curtas-metragens de arte e logo será lançado como história em quadrinhos. As paródias da obra estão mudando a dinâmica entre os Estados Unidos, a Espanha, a América Latina e o Caribe, sem esquecer a crescente influência econômica da China. Braschi é "uma das vozes mais revolucionárias da literatura latino-americana da atualidade", afirmou o PEN American Center. Ela é membro do National Endowment for the Arts. Ela escreve em espanhol, "spanglish" e inglês para expressar a jornada cultural de milhões de imigrantes hispânicos nos EUA e para retratar as três opções do seu país de origem, Porto Rico: nação, colônia ou Estado soberano.

## Obras
- Asalto al tiempo, Ambitos Literarios, Barcelona, 1980.
- La poesia de Becquer, Costa Amic, Cidade do México, 1982.
- La comedia profana, Anthropos Editorial del hombre, Barcelona, 1985.
- Libro de payasos y bufones, Grafica Uno, Giorgio Upiglio, Milão, 1987.
- El imperio de los suenos, Anthropos Editorial del hombre, Barcelona, 1988.
- Empire of Dreams (tradução em inglês), Yale University Press, New Haven/Londres, 1994.
- Yo-Yo Boing!, Latin American Literary Review, Pittsburgh, 1998.
- El imperio de los suenos, Editorial de la Universidad de Puerto Rico, Rio Piedras, Puerto Rico, 2000.
- United States of Banana (com Manuel Broncano) (2011) Estados Unidos de Banana
- Two Crowns of The Egg (com Michael Somoroff e Donald Kuspit) (2014)
- Urbanismo ecológico en América Latina (2019)
- Putinoika Brown Ink, Flowersong (2024)